# Friedrich Wilhelm Ludwig Kraenzlin
Friedrich Wilhelm Ludwig Kraenzlin (1847 – 1934) è stato un botanico tedesco.

## Biografia
Nella storia degli studi europei sulle orchidee del Sudafrica, Fritz Kränzlin compare dopo Heinrich Gustav Reichenbach nel descrivere molte nuove specie di orchidee in quella zona e nella revisione di alcuni generi. Il suo libro Orchidacearum Genera et Species non venne mai completato, ma il volume contenente i generi  Habenaria, Disa e Disperis fu completato nel 1901.
Fu associato al Museo di storia naturale di Londra.

## Opere
- Reichenbach, H. G. & Kraenzlin, W. L., Xenia Orchidacea. Beiträge zur Kenntniss der Orchideen, Leipzig, F.A. Brockhaus, 1858-1900.
- Ernst Hugo Heinrich Pfitzer, Kraenzlin, Friedrich Wilhelm Ludwig, Orchidaceae Monandrae - Coelogyninae (PDF), 1907. URL consultato il 12 aprile 2008 (archiviato dall'url originale il 9 maggio 2008).
- Ernst Hugo Heinrich Pfitzer, Kraenzlin, Friedrich Wilhelm Ludwig, Orchidaceae Monandrae - Thelasinae (PDF), 1907. URL consultato il 12 maggio 2008 (archiviato dall'url originale il 9 maggio 2008).
- Friedrich Wilhelm Ludwig Kraenzlin, Das Pflanzenreich. Regni vegetabilis conspectus. Im Auftrage der Preuss. Akademie der Wissenschaften / herausgegeben von A. Engler ; [Heft 83] IV. 50. Orchidaceae-Monandrae-Pseudomonopodiales mit 101 Einzelbildern in 5 Figuren / von Fr. Kränzlin, Leipzig : Verlag von Wilhelm Engelmann (Druck von Breitkopf & Härtel in Leipzig).